# Дакос
Дакос, познат као ландуристо, је традиционално грчко јело. Заснован је на орасима и јечму, округлог је облика. Под истим именом познат је и орах од којег се прави дакос, који се удвостручи након што се преполови. Овај орах је настао из практичних разлога јер домаћице нису могле свакодневно да месе хлеб због недостатка времена.
Јело се лако и брзо припрема, а представља комплетан и хранљив оброк. Конзумација дакоса помаже и варењу и правилној функцији црева.

## Начин припреме
Парадајз се утрља на (натопљен или не) орах и фета сир или се сир у грудвицама наспе на врх парадајза. Конкретно, галомицитра се сматра идеалном за припрему дакуа.
Дакос је преливен великом дозом маслиновог уља, соли, вилинове траве и понекад црним бибером и маслинама.